# Irina Tsvila
Irina Volodímirivna Tsvila (en ucraïnès: Ірина Володимирівна Цвіла, en transliteració internacional: Iryna Tsvila; óblast de Kíiv, 29 d'abril de 1969 – Kíiv, 25 de febrer de 2022) va ser una activista social, professora, escriptora, guerrillera i fotògrafa ucraïnesa. El 2014, es va implicar com a voluntària a la Guerra al Donbàs, participant-hi com a combatent al si del batalló Sich. Va servir posteriorment a la Brigada de la Guàrdia de Resposta Nacional de l'Exèrcit Ucraïnès. L'activista, que lluitava amb les tropes ucraïneses, va morir el 25 de febrer de 2022, durant la invasió d'Ucraïna a Kíiv durant un assalt blindat de l'exèrcit rus. Aquell mateix dia també fou matat el seu marit mentre defensava la capital ucraïnesa.